# Mate Maleš
Mate Maleš (Šibenik, 11. ožujka 1989.) bivši je hrvatski nogometaš koji je igrao na poziciji defenzivnog veznog.
Dne 31. listopada 2013. izbornik A reprezentacije Niko Kovač objavio je popis igrača za utakmicu s Islandom na koju je pozvao Maleša.

## Priznanja

### Klupska
Dinamo Zagreb
- 1. HNL (1): 2008./09.

Rijeka
- 1. HNL (1): 2016./17.
- Hrvatski nogometni kup (2): 2013./14., 2016./17.
- Hrvatski nogometni superkup (1): 2014.

Cluj
- Liga I (1): 2018./19.
- Supercupa României (1): 2018./19.

## Vanjske poveznice
- Mate Maleš na hnl-statistika.com